# TV Globo

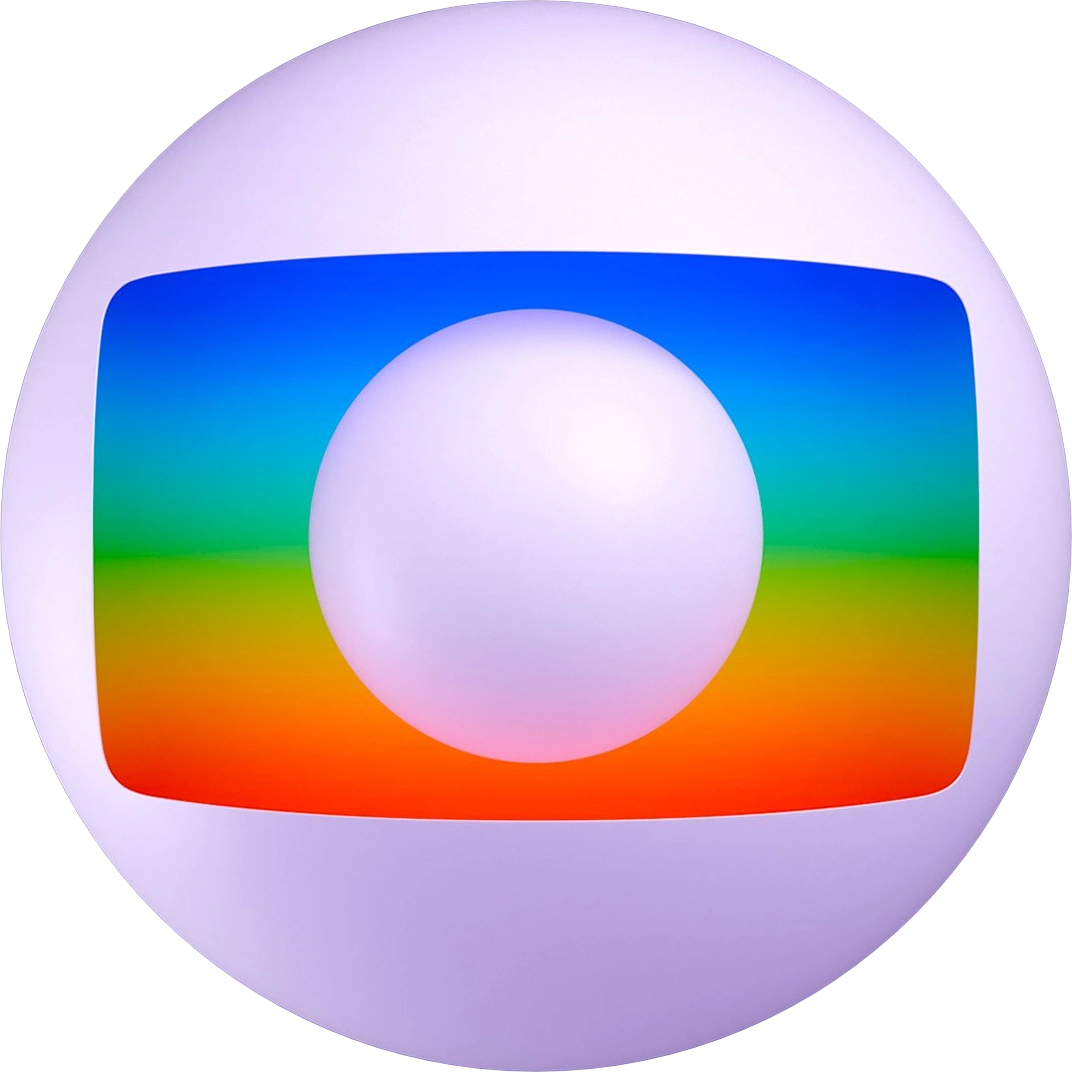
Logo TV Globo w wersji 3D od 2 kwietnia 2025 r.

TV Globo (dawniej Rede Globo) – brazylijska stacja telewizyjna, założona 26 kwietnia 1965 roku przez magnata mediowego Roberto Marinho; jej właścicielem jest konglomerat mediowy Grupo Globo – największa spółka mediowa w Ameryce Łacińskiej. Globo jest drugą co do wielkości komercyjną stacją telewizyjną na świecie pod względem rocznych przychodów (wyprzedza ją jedynie amerykańska ABC) oraz jednym z największych na świecie producentów telenowel (obok meksykańskiej Televisy i TV Azteca, amerykańskiej Telemundo, kolumbijskiej Caracol i RCN oraz filipińskiej ABS-CBN i GMA).

## Programy

### Opera mydlana
- Malhação

### Programy typu reality show
- Big Brother Brasil
- Dança dos Famosos
- The Voice Brasil
- The Voice Kids
- Show dos Famosos
- Popstar

### Późna noc
- Conversa com Bial
- Lady Night

### Programy rozrywkowe i talk show
- Domingão do Faustão
- Show da Virada (31 grudnia)
- Mais Você
- Altas Horas
- Caldeirão do Huck
- Encontro com Fátima Bernardes
- É de Casa
- Tamanho Família
- Zero
- Lazinho com Você
- Só Toca Top

### Usługi edukacyjne, środowiskowe i społeczne
- Como Será?

### Programy informacyjne
- Jornal da Globo
- Jornal Nacional
- Jornal Hoje
- Retrospectiva
- Globo Repórter
- Fantástico
- Globo Rural
- Plantão da Globo
- Bom Dia Brasil
- Praça TV
- Bom Dia Praça
- Profissão Reporter
- Hora Um da Notícia

### Programy sportowe
- Esporte Espetacular
- Globo Esporte
- Auto Esporte